# Cydosia nobilitella
Cydosia nobilitella là một loài bướm đêm trong họ Erebidae.